# PKCS 12
在密码学中，PKCS #12 定义了一种归档文件格式，用于实现存储许多加密对象在一个单独的文件中。通常用它来打包一个私钥及有关的 X.509 证书，或者打包信任链的全部项目。
一个 PKCS #12 文件通常是被加密的，同时单独存在。其被称作「安全包裹」的内部存储容器通常同时也被加密及单独存在。一些安全包裹被预先定义用来存储证书，私钥以及证书吊销列表。根据不同实现者的选择，也可以使用一些安全包裹存储其他任意数据。

PKCS #12 是 RSA 实验室发布的公钥密码学标准之中的一员。
PKCS #12 文件扩展名为 ".p12 "或者 ".pfx"。
这些文件可以通过使用 OpenSSL pkcs12 命令被创建、解析并读出。

## 与PFX文件格式的关系
PKCS #12 是微软 PFX 文件的替代者；
然而，"PKCS #12 文件" 和 "PFX 文件" 这两个词有时被相互替代使用用。
微软的 "PFX" 因作为最复杂的密码学协议之一而受到大量批评。

## 通常用法
完整的PKCS #12标准非常复杂。它使得大量的复杂对象（例如PKCS #12）可以深层次地嵌套。但在实际应用中通常只用来存储一个私钥以及与之有关的证书链。
PKCS #12 文件通常使用 OpenSSL 来创建，OpenSSL只支持在命令行界面使用单个私钥。在Java 8之后，可以使用Java密钥工具创建多个条目，但这很有可能不被其他系统所兼容。
对于PKCS #12来说，一个更简单的替代方案是使用 PEM 格式，它仅仅列出证书，可能还有与之有关的私钥，以Base 64字符串的形式存储于一个纯文本文件中。
也可以使用GnuTLS证书工具（参数 to PSK #11]来创建包含证书、密钥、CA认证证书的PKCS #12文件。然而，要注意与其他软件的可交换性。如果源是通过Base 64处理过的字符串，则输出也同样应该使用Base 64。 